# Villeneuve-Minervois
Pour les articles homonymes, voir Villeneuve.
Villeneuve-Minervois  (en occitan Vilanòva de Menerbés) est une commune française située dans le nord du département de l'Aude, en région Occitanie.
Sur le plan historique et culturel, la commune fait partie du Minervois, un pays de basses collines qui s'étend du Cabardès, à l'ouest, au Biterrois à l'est, et de la Montagne Noire, au nord, jusqu'au fleuve Aude au sud. Exposée à un climat méditerranéen, elle est drainée par la Clamoux, le Rascas, le ruisseau de Naval, le ruisseau des Lavandières, le ruisseau d'Ourdivieille et par divers autres petits cours d'eau. La commune possède un patrimoine naturel remarquable : un site Natura 2000 (les « gorges de la Clamoux ») et cinq zones naturelles d'intérêt écologique, faunistique et floristique.
Villeneuve-Minervois est une commune rurale qui compte 980 habitants en 2022. Elle fait partie de l'aire d'attraction de Carcassonne. Ses habitants sont appelés les Villenovois ou  Villenovoises.

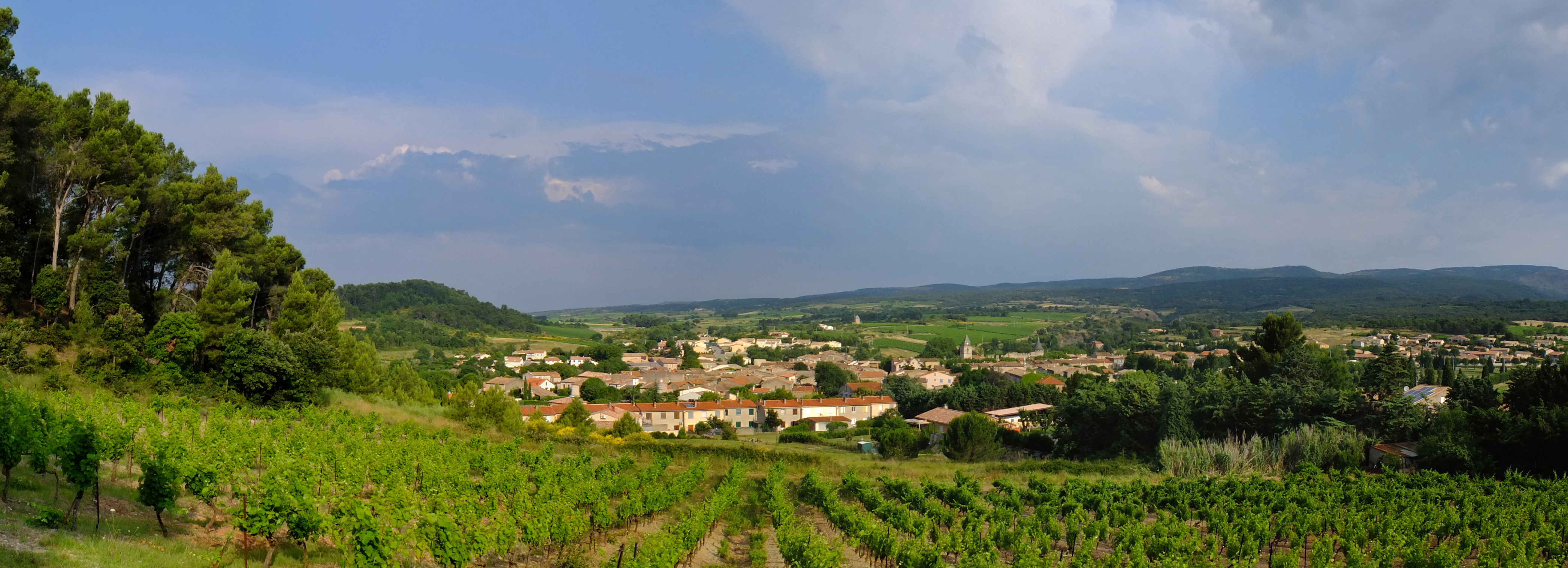
Vue panoramique de Villeneuve-Minervois.

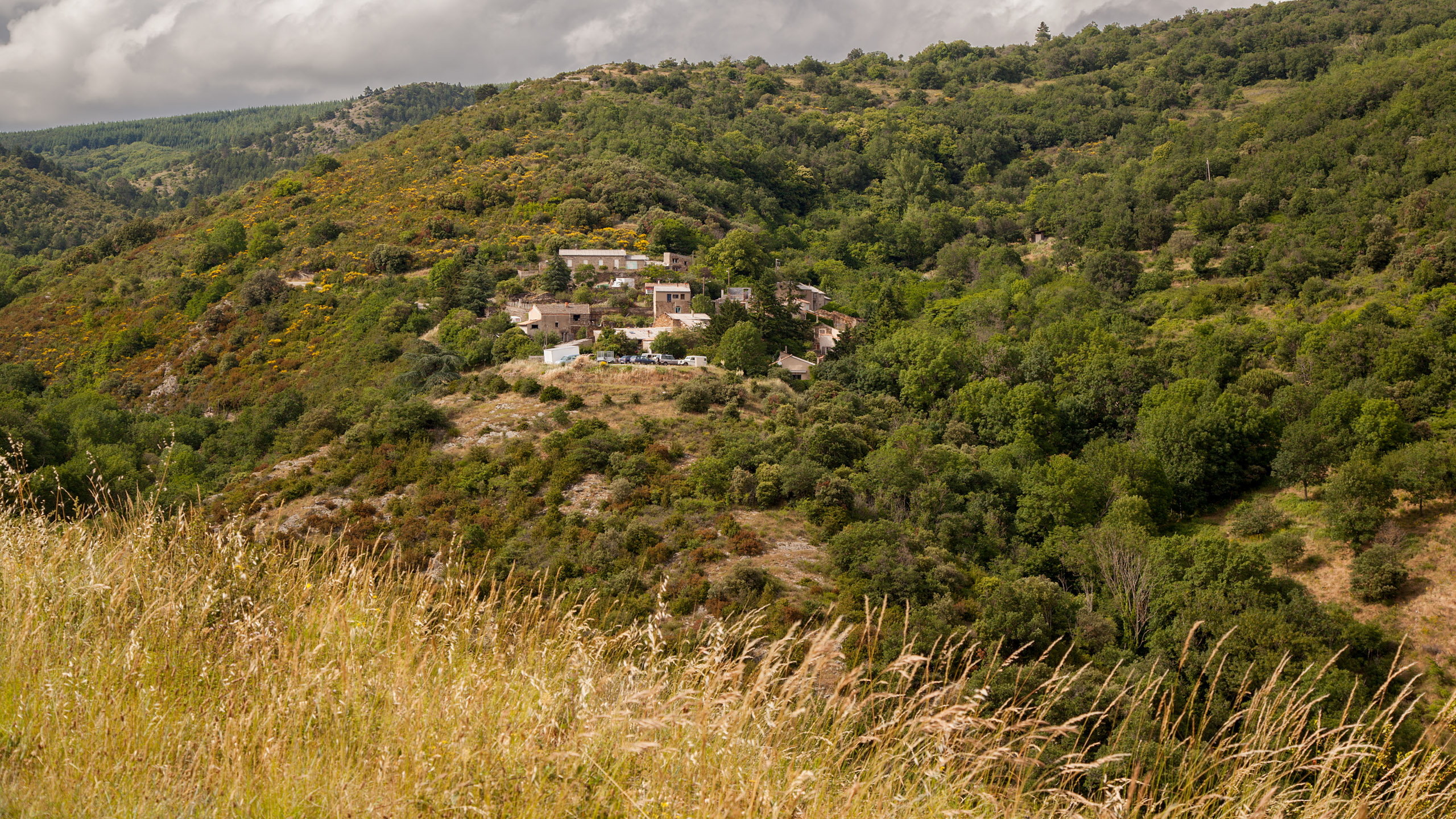
Le hameau de Pujol de Bosc.

Le patrimoine architectural de la commune comprend un immeuble protégé au titre des monuments historiques : le dolmen du Vieil Homme, classé en 1889.

## Géographie

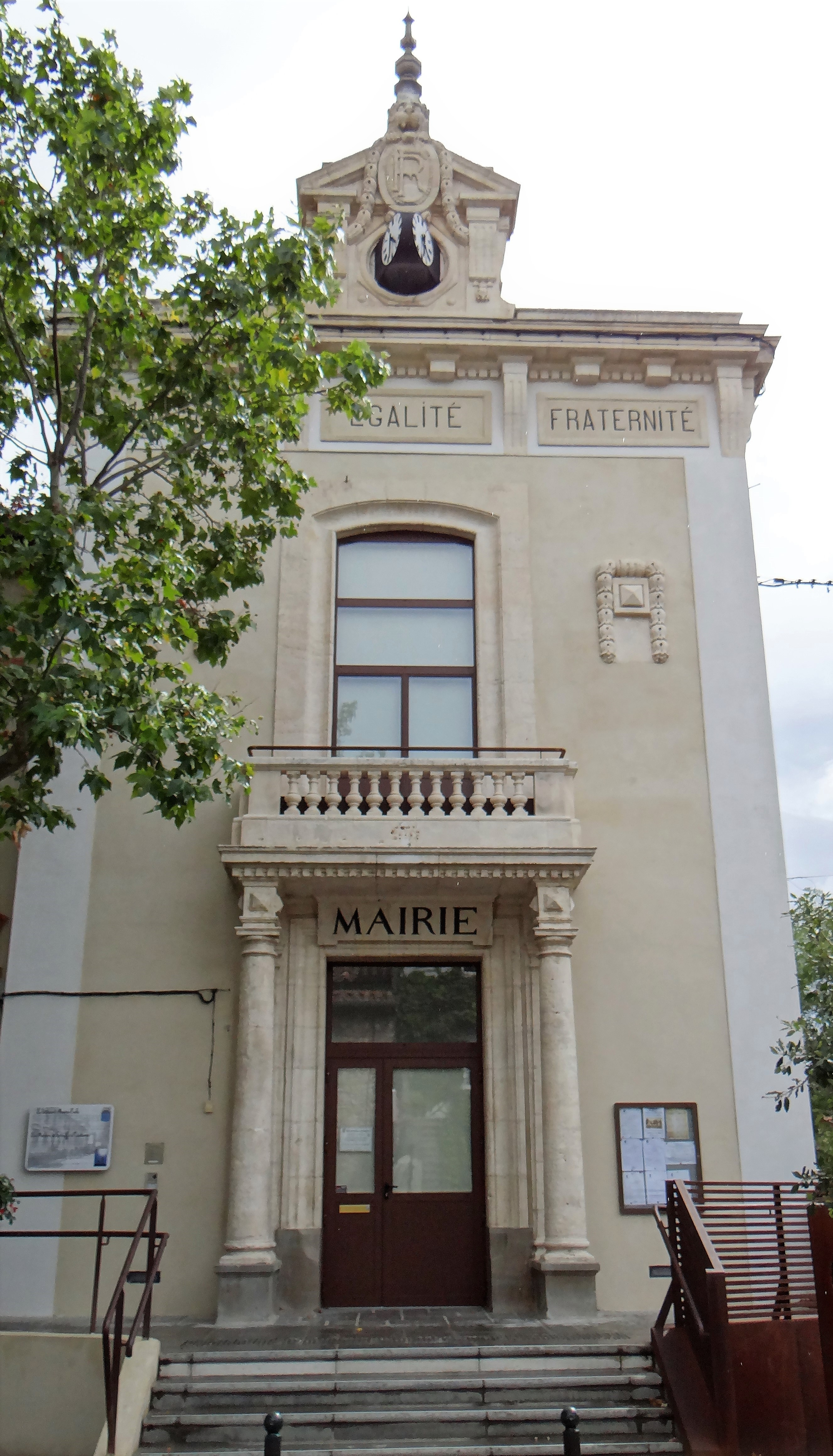
La mairie

Commune du Minervois située à 15 km au nord-est de Carcassonne sur le piémont de la Montagne Noire et dans le vignoble des Coteaux-de-peyriac sur la Clamoux.

### Communes limitrophes
Les communes limitrophes sont Cabrespine, Caunes-Minervois, Laure-Minervois, Sallèles-Cabardès, Trassanel, Villarzel-Cabardès et Villegly.
| Trassanel         | Cabrespine           |                  |
| Sallèles-Cabardès | Villeneuve-Minervois | Caunes-Minervois |
| Villegly          | Villarzel-Cabardès   | Laure-Minervois  |

### Hydrographie
La commune est dans la région hydrographique « Côtiers méditerranéens », au sein du bassin hydrographique Rhône-Méditerranée-Corse. Elle est drainée par la Clamoux, le Rascas, le ruisseau de Naval, le ruisseau des Lavandières, le ruisseau d'Ourdivieille, le ruisseau de Coume Narbonne, le ruisseau de Font de Piboul, le ruisseau de la Condomine, le ruisseau de la Lause, le ruisseau d'Esquives, le ruisseau du Bau et le ruisseau du Pontil, qui constituent un réseau hydrographique de 22 km de longueur totale,.
La Clamoux, d'une longueur totale de 32,3 km, prend sa source dans la commune de Castans et s'écoule vers le sud. Elle traverse la commune et se jette dans l'Orbiel à Villalier, après avoir traversé 10 communes.
Le Rascas, d'une longueur totale de 12,9 km, prend sa source dans la commune et s'écoule vers le sud-est. Il traverse la commune et se jette à Puichéric, après avoir traversé 7 communes.
Le ruisseau de Naval, d'une longueur totale de 18,8 km, prend sa source dans la commune de Caunes-Minervois et s'écoule vers le sud-est. Il traverse la commune et se jette dans l'Aude à La Redorte, après avoir traversé 6 communes.

### Climat
Pour des articles plus généraux, voir Climat de l'Occitanie et Climat de l'Aude.
En 2010, le climat de la commune est de type climat méditerranéen altéré, selon une étude s'appuyant sur une série de données couvrant la période 1971-2000. En 2020, Météo-France publie une typologie des climats de la France métropolitaine dans laquelle la commune est dans une zone de transition entre le climat océanique altéré et le climat méditerranéen et est dans la région climatique Provence, Languedoc-Roussillon, caractérisée par une pluviométrie faible en été, un très bon ensoleillement (2 600 h/an), un été chaud (21,5 °C), un air très sec en été, sec en toutes saisons, des vents forts (fréquence de 40 à 50 % de vents > 5 m/s) et peu de brouillards.
Pour la période 1971-2000, la température annuelle moyenne est de 14 °C, avec une amplitude thermique annuelle de 15,8 °C. Le cumul annuel moyen de précipitations est de 795 mm, avec 8,9 jours de précipitations en janvier et 4,2 jours en juillet. Pour la période 1991-2020, la température moyenne annuelle observée sur la station météorologique la plus proche, située sur la commune de Caunes-Minervois à 6 km à vol d'oiseau, est de 13,9 °C et le cumul annuel moyen de précipitations est de 768,1 mm,. Pour l'avenir, les paramètres climatiques de la commune estimés pour 2050 selon différents scénarios d’émission de gaz à effet de serre sont consultables sur un site dédié publié par Météo-France en novembre 2022.

### Milieux naturels et biodiversité

#### Réseau Natura 2000

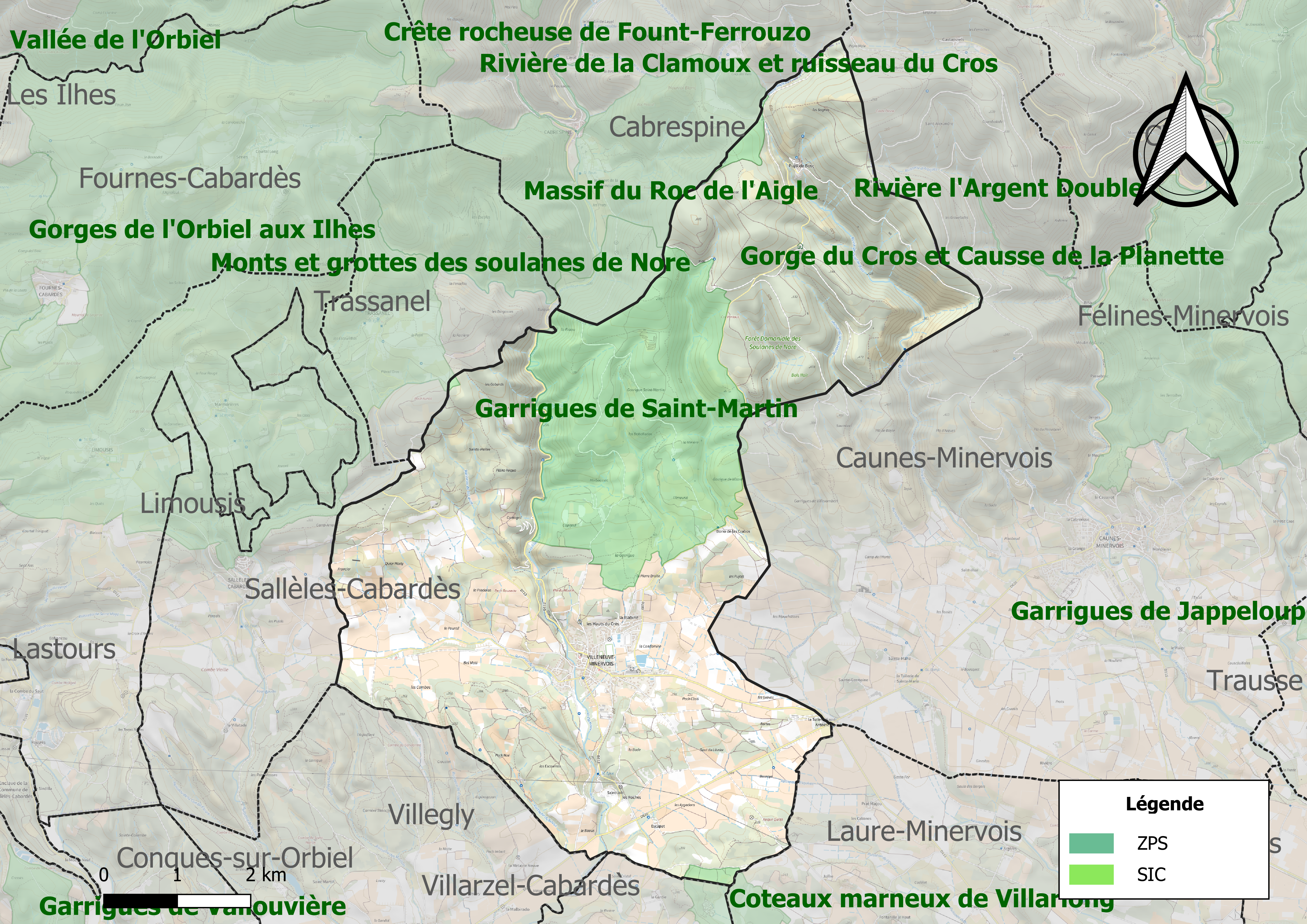
Site Natura 2000 sur le territoire communal.

Le réseau Natura 2000 est un réseau écologique européen de sites naturels d'intérêt écologique élaboré à partir des directives habitats et oiseaux, constitué de zones spéciales de conservation (ZSC) et de zones de protection spéciale (ZPS).
Un site Natura 2000 a été défini sur la commune au titre de la directive habitats : les « gorges de la Clamoux », d'une superficie de 861 ha, abritent, à différentes étapes de leur cycle biologique, neuf des onze espèces de chauves-souris d'intérêt communautaire recensées dans le domaine méditerranéen.

#### Zones naturelles d'intérêt écologique, faunistique et floristique
L’inventaire des zones naturelles d'intérêt écologique, faunistique et floristique (ZNIEFF) a pour objectif de réaliser une couverture des zones les plus intéressantes sur le plan écologique, essentiellement dans la perspective d’améliorer la connaissance du patrimoine naturel national et de fournir aux différents décideurs un outil d’aide à la prise en compte de l’environnement dans l’aménagement du territoire.
Trois ZNIEFF de type 1 sont recensées sur la commune :
- les « coteaux marneux de Villarlong » (255 ha), couvrant 3 communes du département[18] ;
- les « garrigues de Saint-Martin » (564 ha), couvrant 2 communes du département[19] ;
- le « massif du Roc de l'Aigle » (533 ha), couvrant 4 communes du département[20] ;

et deux ZNIEFF de type 2, : 
- les « causses du piémont de la Montagne Noire » (8 830 ha), couvrant 20 communes du département[21] ;
- les « crêtes et pièmonts de la Montagne Noire » (27 188 ha), couvrant 26 communes dont 24 dans l'Aude et 2 dans l'Hérault[22].

Carte des ZNIEFF de type 2 à Villeneuve-Minervois.
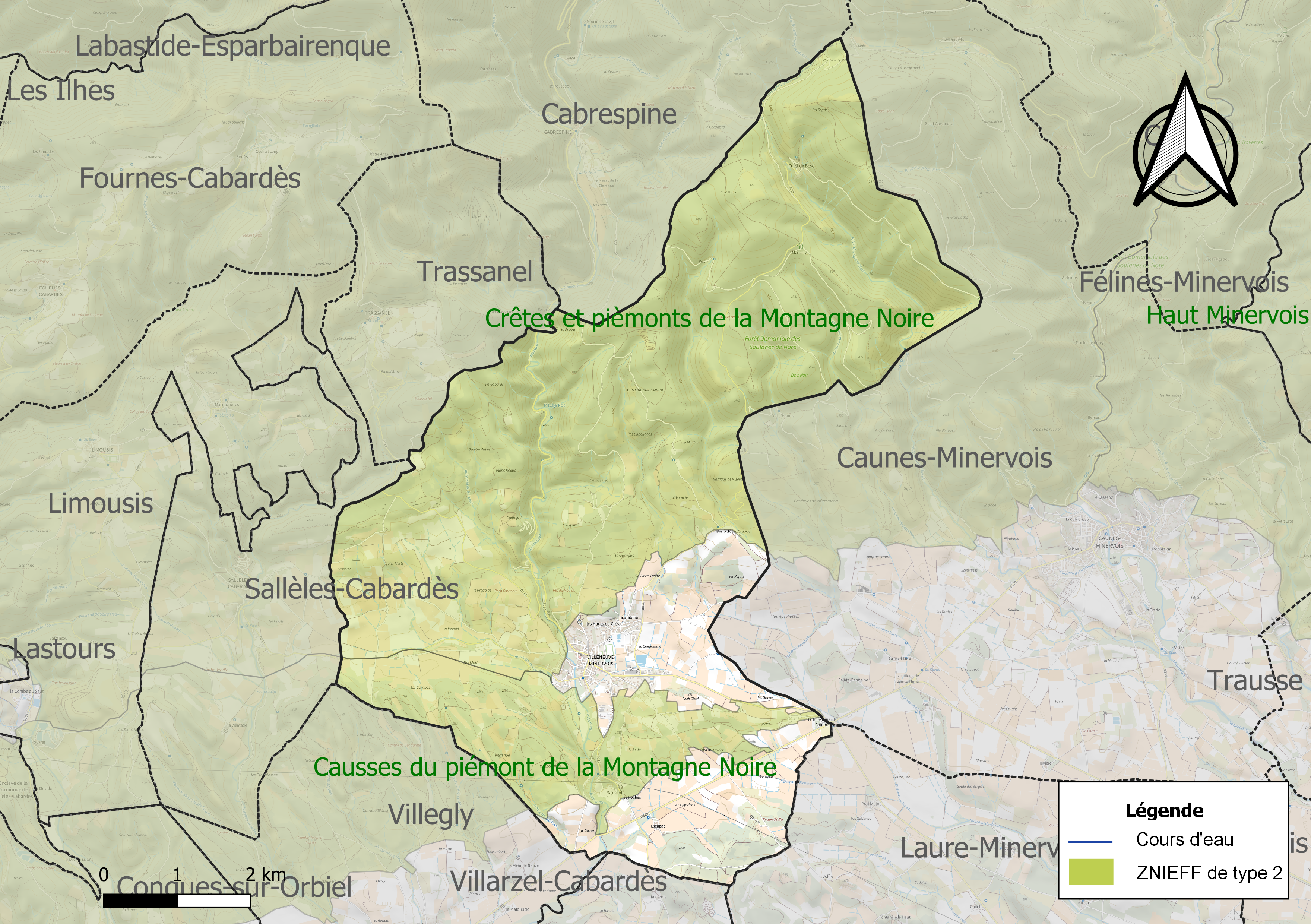
Carte des ZNIEFF de type 2 sur la commune.

## Urbanisme

### Typologie
Au 1er janvier 2024, Villeneuve-Minervois est catégorisée commune rurale à habitat dispersé, selon la nouvelle grille communale de densité à 7 niveaux définie par l'Insee en 2022.
Elle est située hors unité urbaine. Par ailleurs la commune fait partie de l'aire d'attraction de Carcassonne, dont elle est une commune de la couronne,. Cette aire, qui regroupe 115 communes, est catégorisée dans les aires de 50 000 à moins de 200 000 habitants,.

### Occupation des sols
L'occupation des sols de la commune, telle qu'elle ressort de la base de données européenne d’occupation biophysique des sols Corine Land Cover (CLC), est marquée par l'importance des forêts et milieux semi-naturels (61,3 % en 2018), en diminution par rapport à 1990 (63,7 %). La répartition détaillée en 2018 est la suivante : 
forêts (43,5 %), cultures permanentes (27,3 %), milieux à végétation arbustive et/ou herbacée (16,4 %), zones agricoles hétérogènes (9,3 %), zones urbanisées (2,1 %), espaces ouverts, sans ou avec peu de végétation (1,4 %). L'évolution de l’occupation des sols de la commune et de ses infrastructures peut être observée sur les différentes représentations cartographiques du territoire : la carte de Cassini (XVIIIe siècle), la carte d'état-major (1820-1866) et les cartes ou photos aériennes de l'IGN pour la période actuelle (1950 à aujourd'hui).

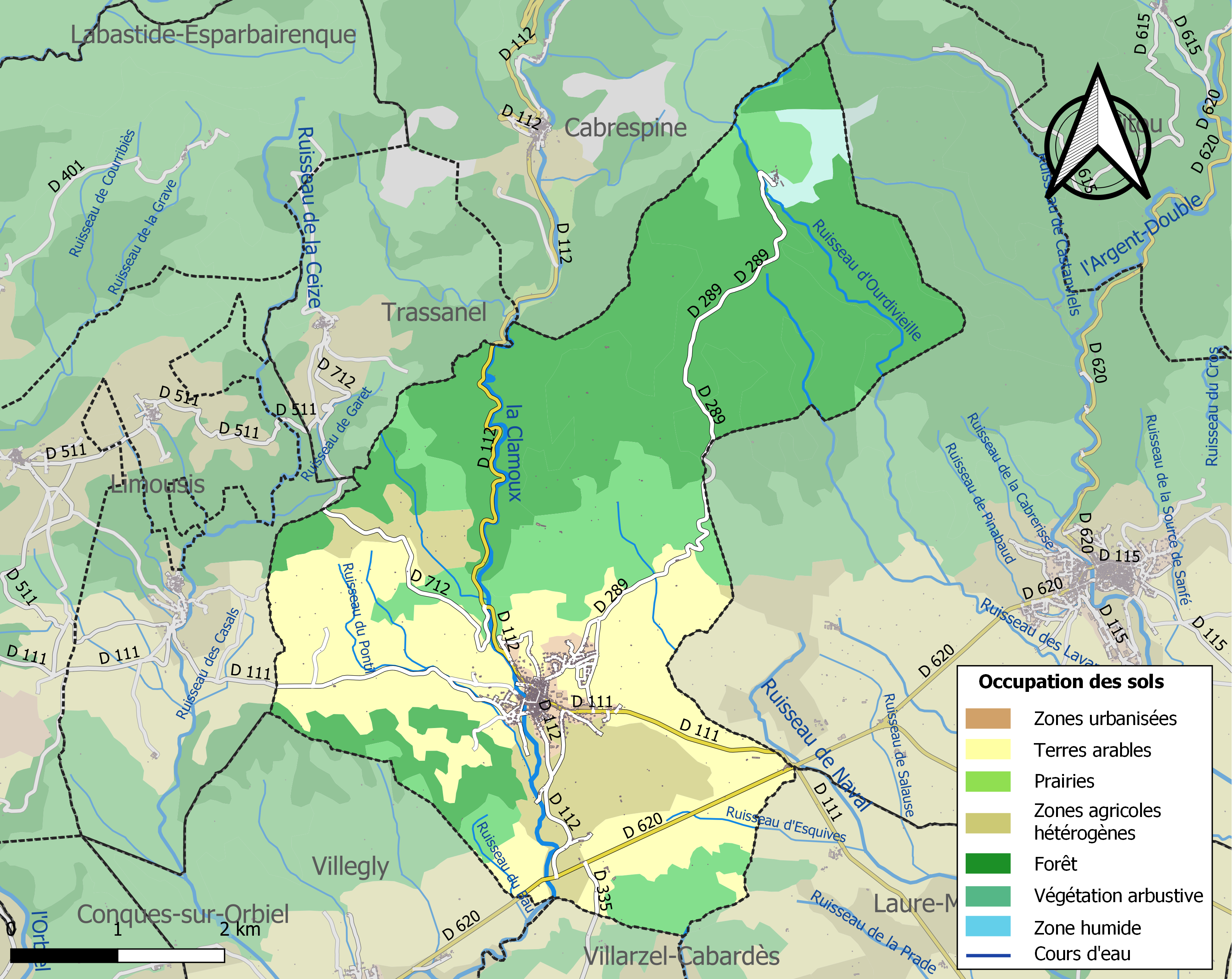
Carte des infrastructures et de l'occupation des sols de la commune en 2018 (CLC).

### Risques majeurs
Le territoire de la commune de Villeneuve-Minervois est vulnérable à différents aléas naturels : météorologiques (tempête, orage, neige, grand froid, canicule ou sécheresse), inondations, feux de forêts et séisme (sismicité très faible). Il est également exposé à un risque particulier : le risque de radon. Un site publié par le BRGM permet d'évaluer simplement et rapidement les risques d'un bien localisé soit par son adresse soit par le numéro de sa parcelle.

#### Risques naturels
Certaines parties du territoire communal sont susceptibles d’être affectées par le risque d’inondation par débordement de cours d'eau, notamment le ruisseau de Glandes. La commune a été reconnue en état de catastrophe naturelle au titre des dommages causés par les inondations et coulées de boue survenues en 1982, 1992, 1999, 2005, 2009, 2011, 2017 et 2018,.

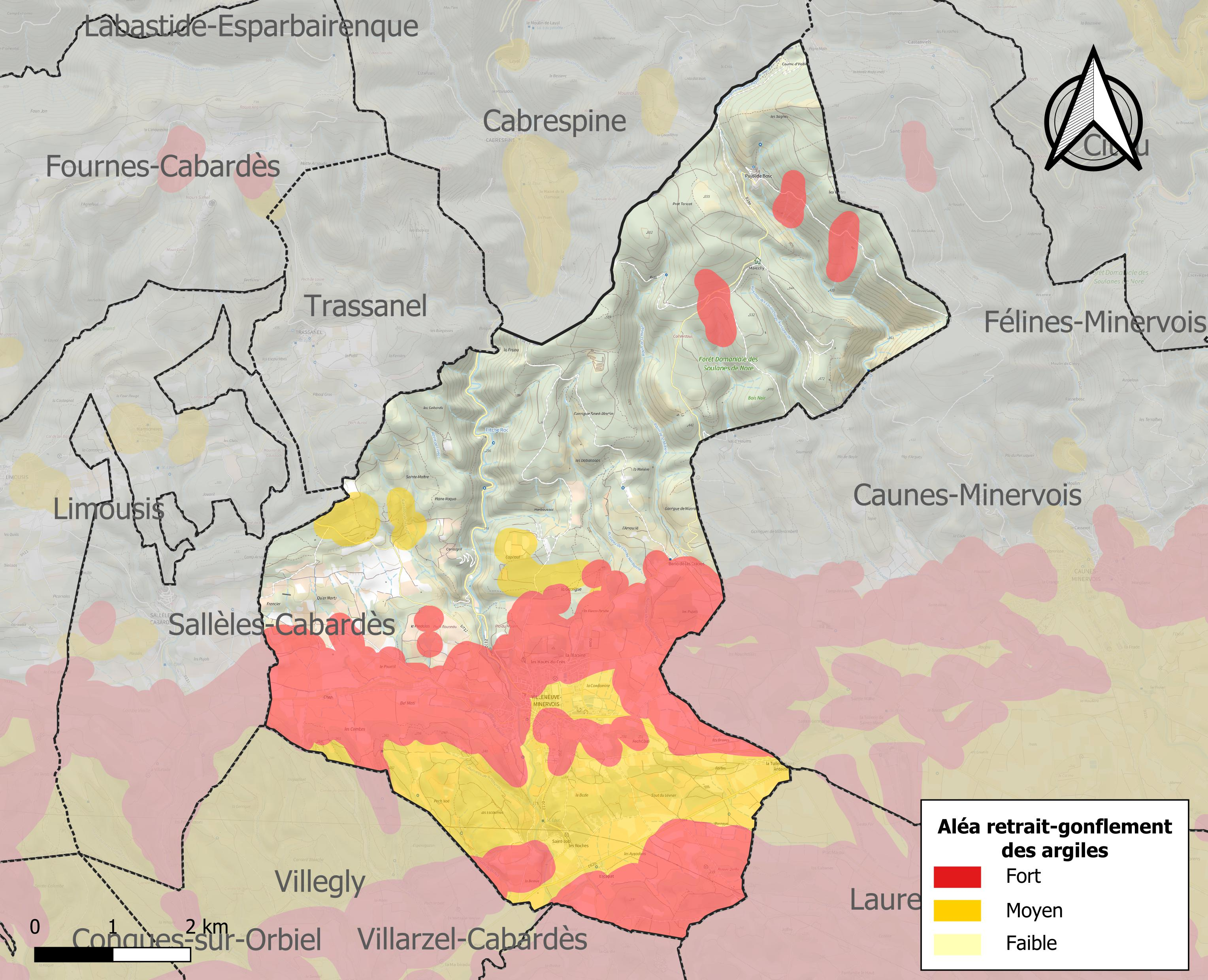
Carte des zones d'aléa retrait-gonflement des sols argileux de Villeneuve-Minervois.

Le retrait-gonflement des sols argileux est susceptible d'engendrer des dommages importants aux bâtiments en cas d’alternance de périodes de sécheresse et de pluie. 45,3 % de la superficie communale est en aléa moyen ou fort (75,2 % au niveau départemental et 48,5 % au niveau national). Sur les 567 bâtiments dénombrés sur la commune en 2019, 548 sont en aléa moyen ou fort, soit 97 %, à comparer aux 94 % au niveau départemental et 54 % au niveau national. Une cartographie de l'exposition du territoire national au retrait gonflement des sols argileux est disponible sur le site du BRGM,.

#### Risque particulier
Dans plusieurs parties du territoire national, le radon, accumulé dans certains logements ou autres locaux, peut constituer une source significative d’exposition de la population aux rayonnements ionisants. Certaines communes du département sont concernées par le risque radon à un niveau plus ou moins élevé. Selon la classification de 2018, la commune de Villeneuve-Minervois est classée en zone 2, à savoir zone à potentiel radon faible mais sur lesquelles des facteurs géologiques particuliers peuvent faciliter le transfert du radon vers les bâtiments.

## Histoire
En mai 1260, le sénéchal de Carcassonne à la suite d'un mandement du roi Louis IX de juillet 1259, vend au sacristain de l'église Saint-Nazaire de Carcassonne certains biens parvenus au roi à la suite de condamnations pour crime d'hérésie dans Villeneuve de Ménerbes. Le 29 décembre 1319, un accord est passé entre la communauté de Villeneuve et le chapitre de Carcassonne, seigneur dudit lieu sur les emphytéotes tenus de payer les lods sur les biens. Un capitaine huguenot s'empare de Villeneuve-les-Chanoines en 1577.
Au cours de la Révolution française, en 1790, la commune, alors nommée Villeneuve-les-Chanoines, est provisoirement renommée Villeneuve-Minervois.
Ayant repris son nom antérieur, la commune adopte ce nom révolutionnaire en 1894 pour le conserver jusqu'à aujourd'hui.
Dans le contexte de la fin de la guerre d'Algérie, le village a accueilli le premier des hameaux de forestage destinés à quarante familles d'anciens harkis. Le maire de l'époque, Charles Huc, avait joué un rôle déterminant dans la réalisation du hameau, construit au lieu-dit Pujol-de-Bosc, et habité par des familles de harkis de 1962 à 1978.

## Politique et administration

### Liste des maires
| Période                                  | Période        | Identité           | Étiquette   | Qualité                                                                         |
| ---------------------------------------- | -------------- | ------------------ | ----------- | ------------------------------------------------------------------------------- |
| décembre 1837                            | août 1843      | Léon Lignères      |             |                                                                                 |
| août 1843                                | mai 1848       | Léon Lignères      |             |                                                                                 |
| mai 1848                                 | décembre 1851  | Lucien Lucet       |             |                                                                                 |
| décembre 1851                            | avril 1853     | Pierre Bordel      |             |                                                                                 |
| avril 1853                               | septembre 1856 | Pierre Ferrand     |             |                                                                                 |
| septembre 1856                           | avril 1859     | Pierre Bordel      |             |                                                                                 |
| avril 1859                               | novembre 1860  | Pierre Bordel      |             |                                                                                 |
| novembre 1860                            |                | Phalip             |             |                                                                                 |
| décembre 1860                            | octobre 1861   | Pierre Bordel      |             |                                                                                 |
| octobre 1861                             | août 1865      | Léon Lignères      |             |                                                                                 |
| août 1865                                | septembre 1870 | Léon Lignères      |             |                                                                                 |
| septembre 1870                           | mai 1871       | André Alby         |             |                                                                                 |
| mai 1871                                 | août 1872      | Roustic Edmond     |             |                                                                                 |
| août 1872                                | février 1878   | Pierre Joulia      |             |                                                                                 |
| février 1878                             | mai 1881       | Urbain Croc        |             |                                                                                 |
| mai 1881                                 | janvier 1882   | André Alby         |             |                                                                                 |
| janvier 1882                             | août 1882      | André Alby         |             |                                                                                 |
| août 1882                                | mai 1889       | Urbain Crocy       |             |                                                                                 |
| mai 1883                                 | mai 1884       | Hippolyte Aybard   |             |                                                                                 |
| mai 1884                                 | mai 1892       | Emmanuel Alby      |             |                                                                                 |
| mai 1892                                 | mai 1908       | Jean Boucard       |             |                                                                                 |
| mai 1908                                 | décembre 1919  | Jean Boucard       |             |                                                                                 |
| décembre 1919                            | mai 1929       | Jean Boucard       |             |                                                                                 |
| mai 1929                                 | septembre 1938 | Jean Boucard       |             |                                                                                 |
| septembre 1938                           | mai 1945       | Louis Monier       |             |                                                                                 |
| mai 1945                                 | maie 1953      | Louis Raynaud      |             |                                                                                 |
| mai 1953                                 | mars 1959      | Georges Lapeyre    |             |                                                                                 |
| mars 1959                                | mars 1965      | Charles Huc        |             |                                                                                 |
| mars 1965                                | mars 1971      | Charles Huc        |             |                                                                                 |
| mars 1971                                | mars 1977      | Vitalis Cros       | Pompidolien | Commerçant puis avocat, ancien résistant,ancien Préfet de l'Aude                |
| mars 1977                                | mars 1983      | Vitalis Cros       | SE          |                                                                                 |
| mars 1983                                | mars 1989      | Christian Bernardo |             | Entrepreneur de maçonnerie                                                      |
| mars 1989                                | mars 1995      | Christian Bernardo |             |                                                                                 |
| mars 1995                                | mars 2001      | Christian Bernardo |             |                                                                                 |
| mars 2001                                | mars 2008      | Alain Ginies       | PS          | Vigneron                                                                        |
| mars 2008                                | mars 2014      | Alain Ginies       | PS          | Conseiller général du canton de Peyriac-Minervois (2011-2015)                   |
| mars 2014                                | juin 2020      | Alain Ginies       | PS          | Conseiller général puis départemental du canton du Haut-Minervois (depuis 2015) |
| juin 2020                                | En cours       | Alain Ginies       | PS          | Vice-président du Conseil départemental de l'Aude                               |
| Les données manquantes sont à compléter. |                |                    |             |                                                                                 |

## Démographie
L'évolution du nombre d'habitants est connue à travers les recensements de la population effectués dans la commune depuis 1793. Pour les communes de moins de 10 000 habitants, une enquête de recensement portant sur toute la population est réalisée tous les cinq ans, les populations de référence des années intermédiaires étant quant à elles estimées par interpolation ou extrapolation. Pour la commune, le premier recensement exhaustif entrant dans le cadre du nouveau dispositif a été réalisé en 2005.

En 2022, la commune comptait 980 habitants, en évolution de −3,73 % par rapport à 2016 (Aude : +2,65 %, France hors Mayotte : +2,11 %).
| 1793 | 1800 | 1806 | 1821 | 1831 | 1836 | 1841 | 1846 | 1851 |
| ---- | ---- | ---- | ---- | ---- | ---- | ---- | ---- | ---- |
| 601  | 674  | 766  | 841  | 838  | 861  | 853  | 817  | 860  |

| 1856 | 1861 | 1866 | 1872 | 1876 | 1881 | 1886  | 1891 | 1896 |
| ---- | ---- | ---- | ---- | ---- | ---- | ----- | ---- | ---- |
| 864  | 826  | 826  | 845  | 925  | 983  | 1 011 | 858  | 831  |

| 1901 | 1906 | 1911 | 1921 | 1926 | 1931 | 1936 | 1946 | 1954 |
| ---- | ---- | ---- | ---- | ---- | ---- | ---- | ---- | ---- |
| 930  | 930  | 903  | 853  | 863  | 927  | 917  | 845  | 823  |

| 1962 | 1968  | 1975 | 1982 | 1990 | 1999 | 2005 | 2006 | 2010  |
| ---- | ----- | ---- | ---- | ---- | ---- | ---- | ---- | ----- |
| 788  | 1 039 | 976  | 808  | 842  | 824  | 824  | 828  | 1 032 |

| 2015  | 2020 | 2022 | - | - | - | - | - | - |
| ----- | ---- | ---- | - | - | - | - | - | - |
| 1 029 | 955  | 980  | - | - | - | - | - | - |

## Économie

### Revenus
En 2018  (données Insee publiées en septembre 2021), la commune compte 392 ménages fiscaux, regroupant 819 personnes. La médiane du revenu disponible par unité de consommation est de 18 410 € (19 240 € dans le département).

### Emploi
| Division       | 2008   | 2013   | 2018   |
| -------------- | ------ | ------ | ------ |
| Commune        | 10,7 % | 13,8 % | 8,6 %  |
| Département    | 10,2 % | 12,8 % | 12,6 % |
| France entière | 8,3 %  | 10 %   | 10 %   |

En 2018, la population âgée de 15 à 64 ans s'élève à 540 personnes, parmi lesquelles on compte 70,2 % d'actifs (61,6 % ayant un emploi et 8,6 % de chômeurs) et 29,8 % d'inactifs,. En  2018, le taux de chômage communal (au sens du recensement) des 15-64 ans est inférieur à celui de la France et du département, alors qu'en 2008 la situation était inverse.
La commune fait partie de la couronne de l'aire d'attraction de Carcassonne, du fait qu'au moins 15 % des actifs travaillent dans le pôle,. Elle compte 186 emplois en 2018, contre 224 en 2013 et 191 en 2008. Le nombre d'actifs ayant un emploi résidant dans la commune est de 342, soit un indicateur de concentration d'emploi de 54,4 % et un taux d'activité parmi les 15 ans ou plus de 45,6 %.
Sur ces 342 actifs de 15 ans ou plus ayant un emploi, 120 travaillent dans la commune, soit 35 % des habitants. Pour se rendre au travail, 84,9 % des habitants utilisent un véhicule personnel ou de fonction à quatre roues, 0,6 % les transports en commun, 10 % s'y rendent en deux-roues, à vélo ou à pied et 4,5 % n'ont pas besoin de transport (travail au domicile).

### Activités hors agriculture
67 établissements sont implantés  à Villeneuve-Minervois au 31 décembre 2019. Le tableau ci-dessous en détaille le nombre par secteur d'activité et compare les ratios avec ceux du département,.
| Secteur d'activité                                                                                        | Commune | Commune | Département |
| Secteur d'activité                                                                                        | Nombre  | %       | %           |
| --- | ------- | ------- | ----------- |
| Ensemble                                                                                                  | 67      |         |             |
| Industrie manufacturière, industries extractives et autres                                                | 12      | 17,9 %  | (8,8 %)     |
| Construction                                                                                              | 13      | 19,4 %  | (14 %)      |
| Commerce de gros et de détail, transports, hébergement et restauration                                    | 18      | 26,9 %  | (32,3 %)    |
| Activités financières et d'assurance                                                                      | 1       | 1,5 %   | (2,7 %)     |
| Activités immobilières                                                                                    | 4       | 6 %     | (5,2 %)     |
| Activités spécialisées, scientifiques et techniques et activités de services administratifs et de soutien | 9       | 13,4 %  | (13,3 %)    |
| Administration publique, enseignement, santé humaine et action sociale                                    | 3       | 4,5 %   | (13,2 %)    |
| Autres activités de services                                                                              | 7       | 10,4 %  | (8,8 %)     |

Le secteur du commerce de gros et de détail, des transports, de l'hébergement et de la restauration est prépondérant sur la commune puisqu'il représente 26,9 % du nombre total d'établissements de la commune (18 sur les 67 entreprises implantées  à Villeneuve-Minervois), contre 32,3 % au niveau départemental.

### Agriculture
La commune est dans la « Région viticole » de l'Aude, une petite région agricole occupant une grande partie centrale du département, également dénommée localement « Corbeilles Minervois et Carcasses-Limouxin ». En 2020, l'orientation technico-économique de l'agriculture  sur la commune est la viticulture.
|               | 1988 | 2000 | 2010 | 2020 |
| ------------- | ---- | ---- | ---- | ---- |
| Exploitations | 85   | 46   | 40   | 34   |
| SAU (ha)      | 807  | 589  | 587  | 770  |

Le nombre d'exploitations agricoles en activité et ayant leur siège dans la commune est passé de 85 lors du recensement agricole de 1988  à 46 en 2000 puis à 40 en 2010 et enfin à 34 en 2020, soit une baisse de 60 % en 32 ans. Le même mouvement est observé à l'échelle du département qui a perdu pendant cette période 60 % de ses exploitations,. La surface agricole utilisée sur la commune a également diminué, passant de 807 ha en 1988 à 770 ha en 2020. Parallèlement la surface agricole utilisée moyenne par exploitation a augmenté, passant de 9 à 23 ha.

## Culture locale et patrimoine

### Lieux et monuments
- Château du XIIe siècle
- Centre historique du village
- Église Saint-Étienne de Villeneuve-Minervois
- Chapelle Saint-Mamès de Villeneuve-Minervois
- Croix
- Calvaire
- Dolmens
- Capitelles
- Moulin à vent
- Musée de Paléontologie de Villeneuve-Minervois
- Maison de la truffe d'Occitanie
- Médiathèque Municipale

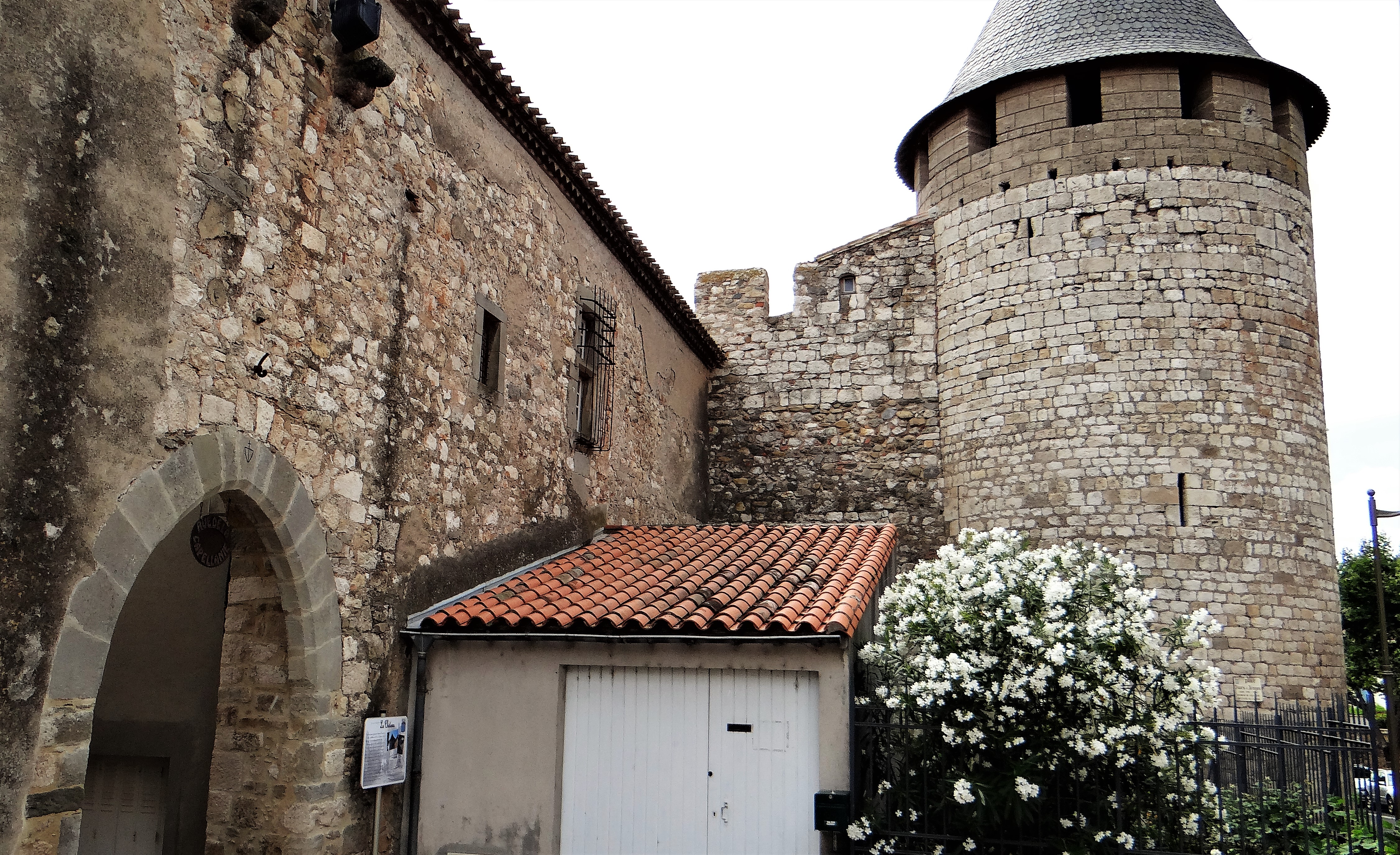
Tour de l'ancien château-fort et porte de la rue de la Capellanie.
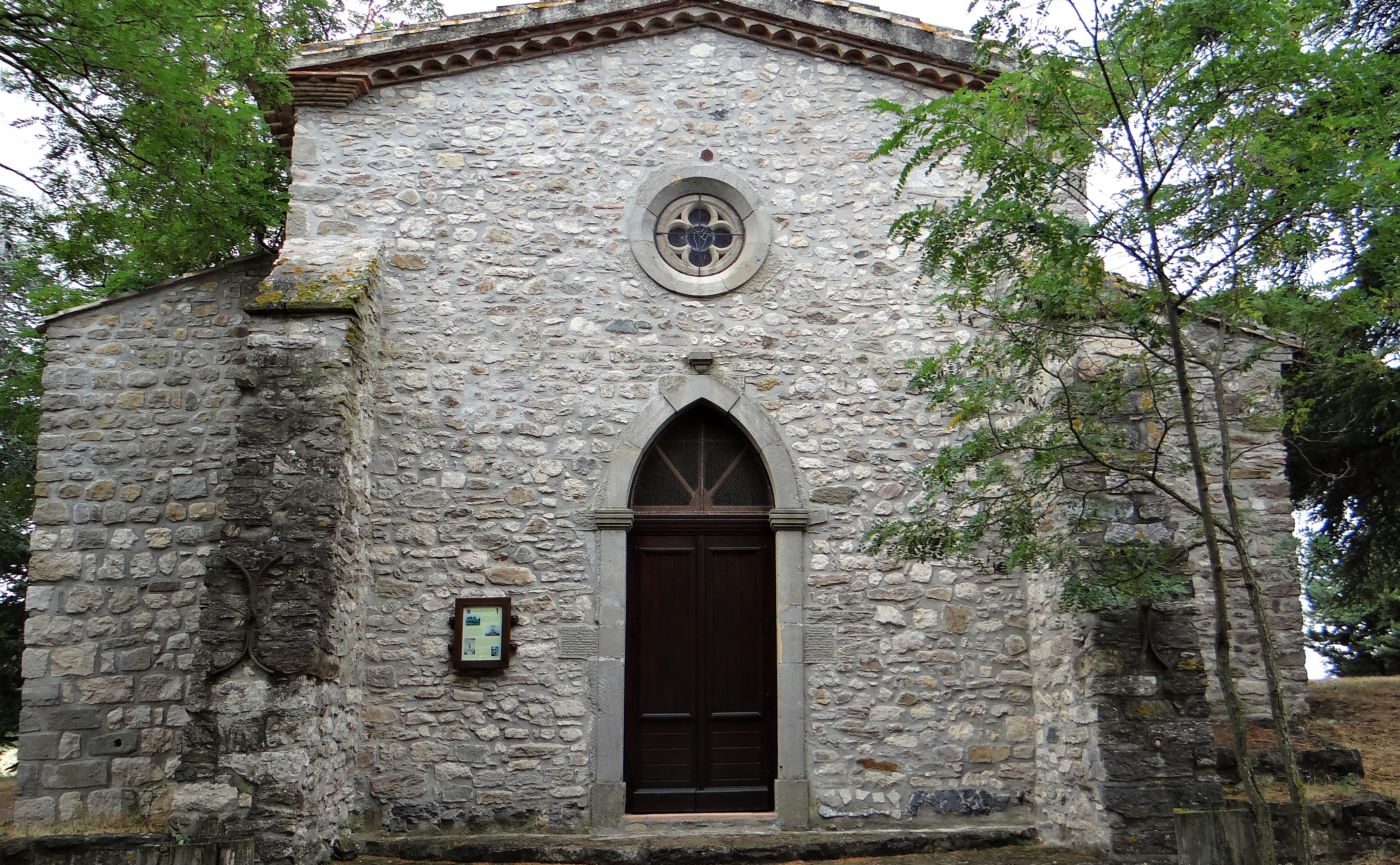
Chapelle Saint-Mamès.
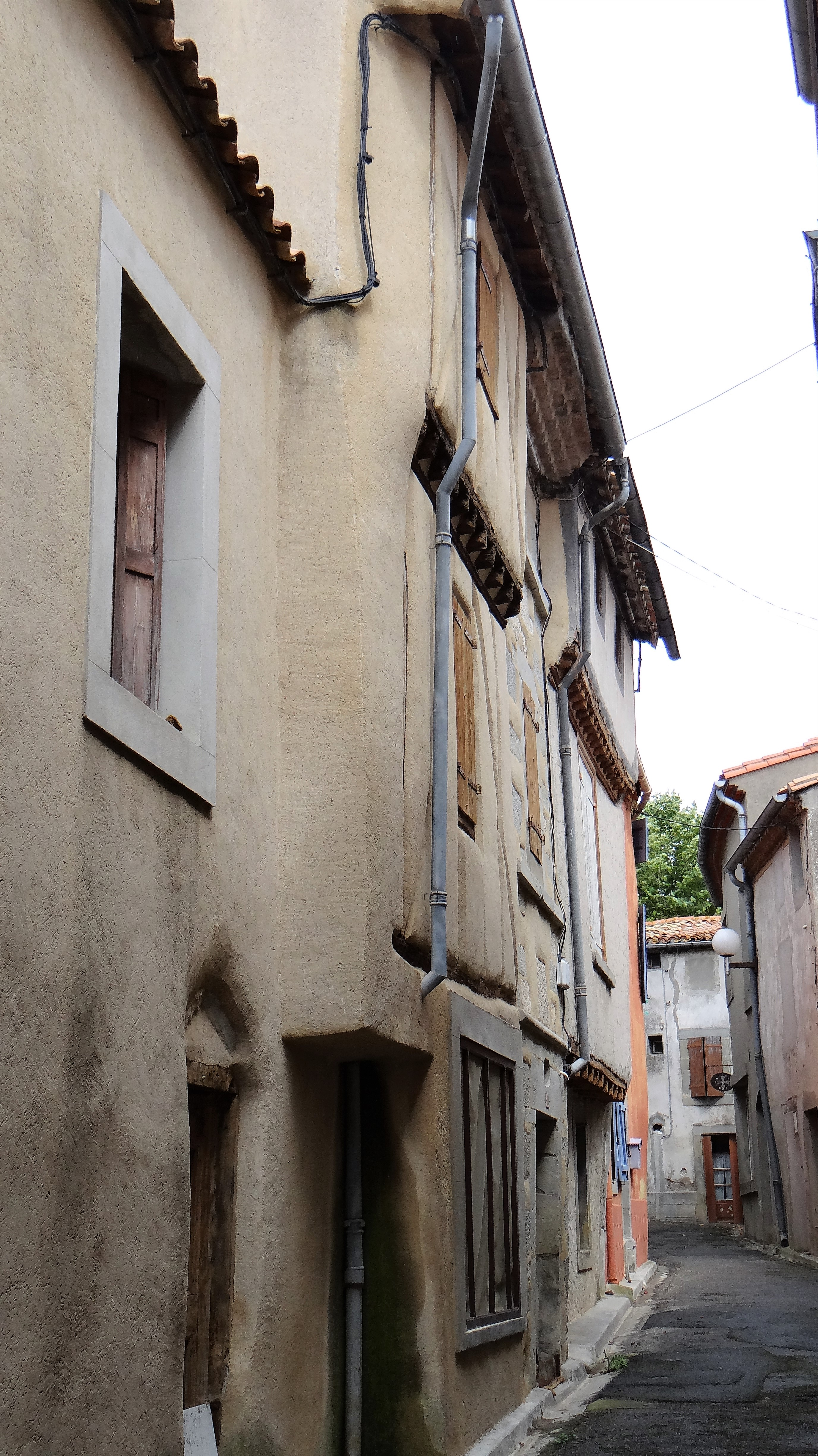
Maisons en encorbellement.
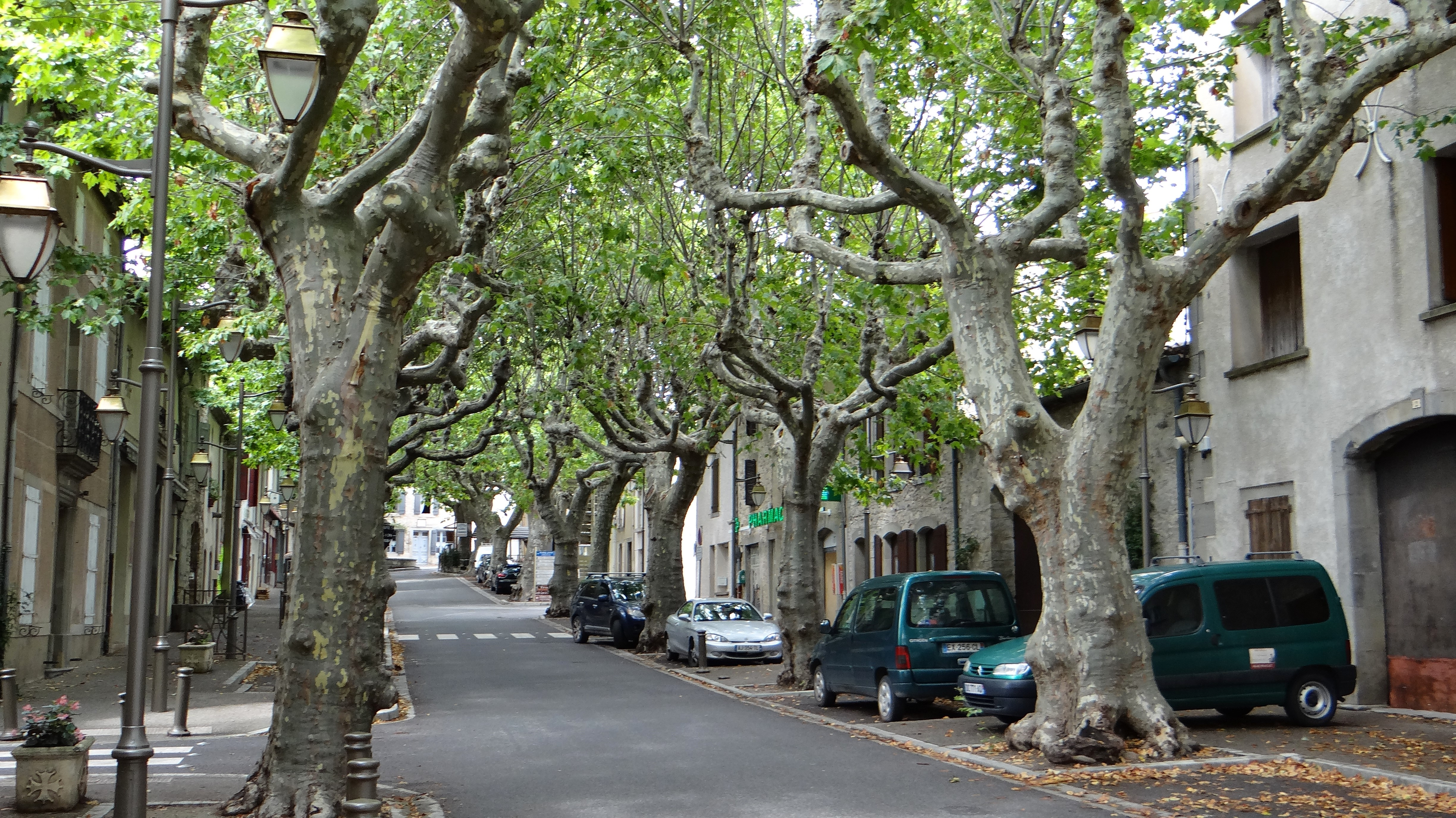
Promenade des fossés.
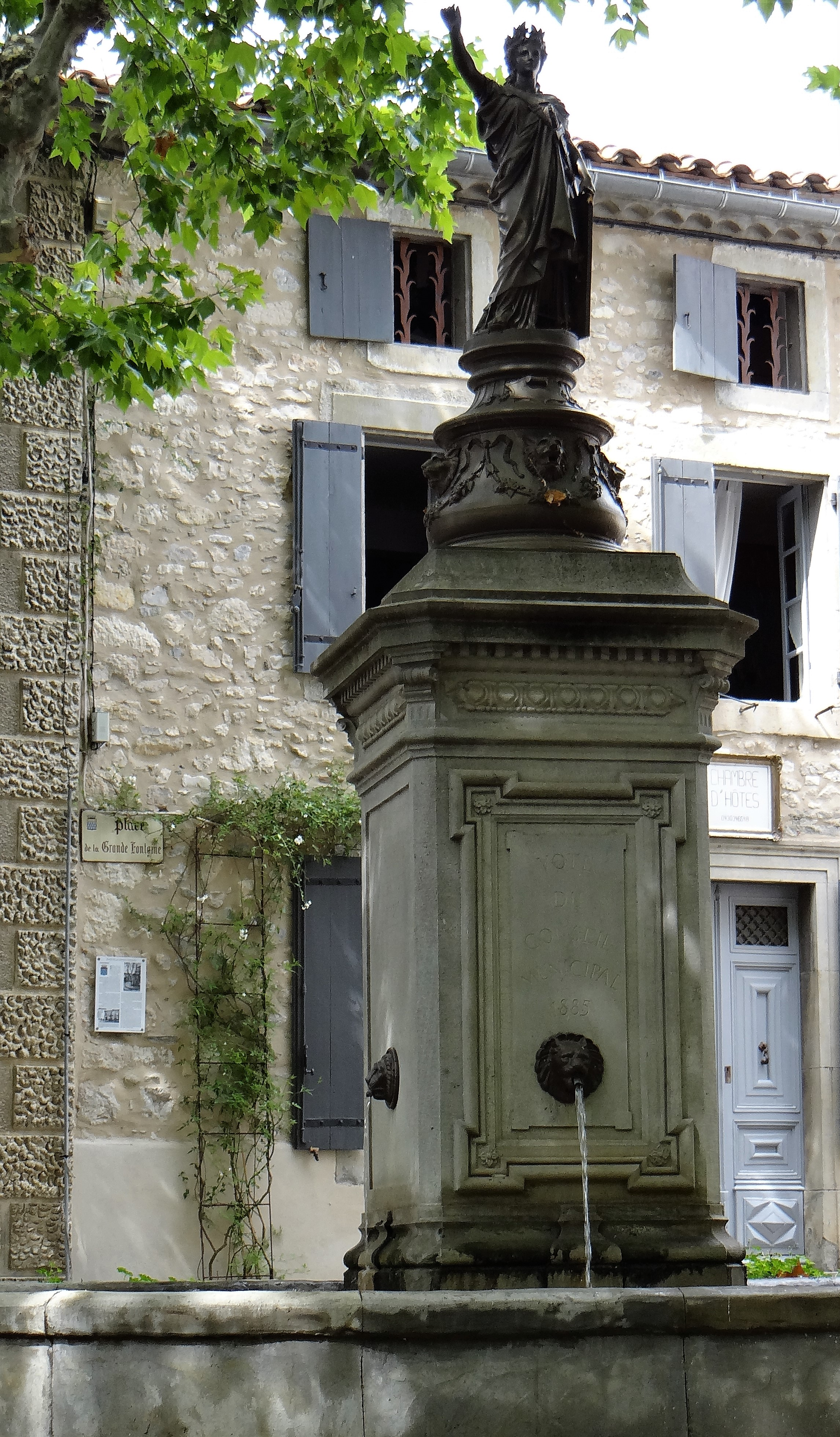
La grande fontaine.
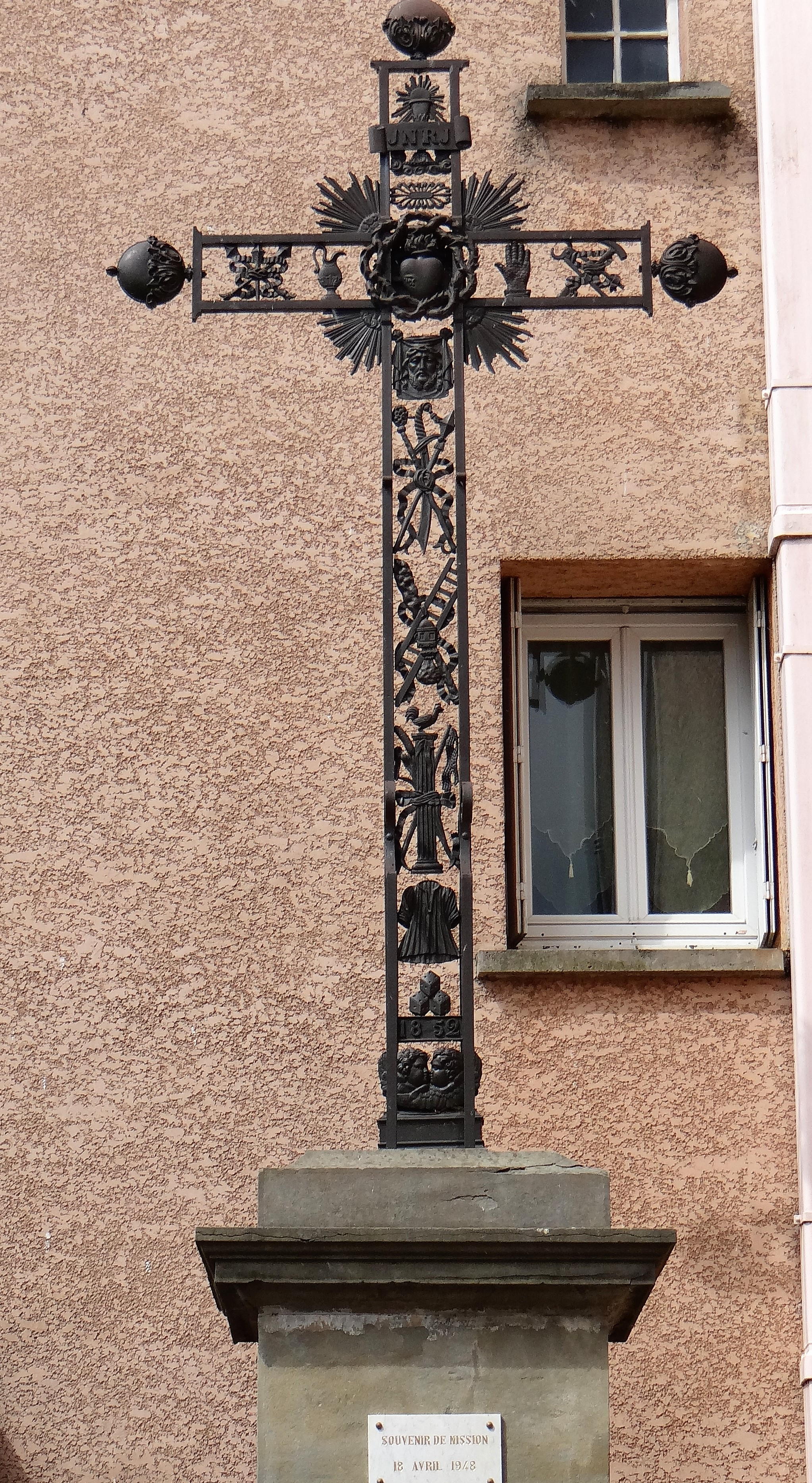
La grande croix de Mission.
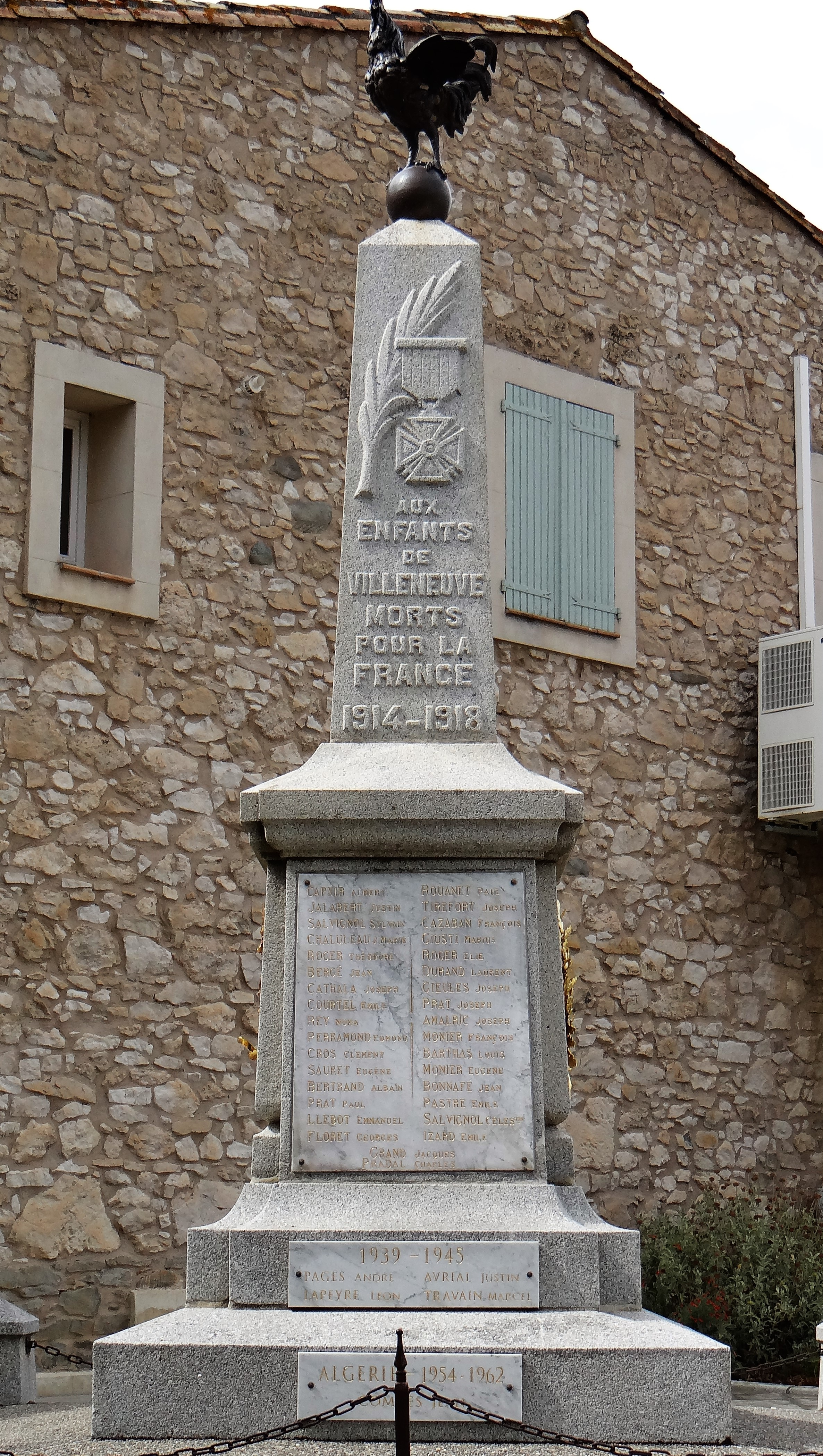
Monument aux morts.
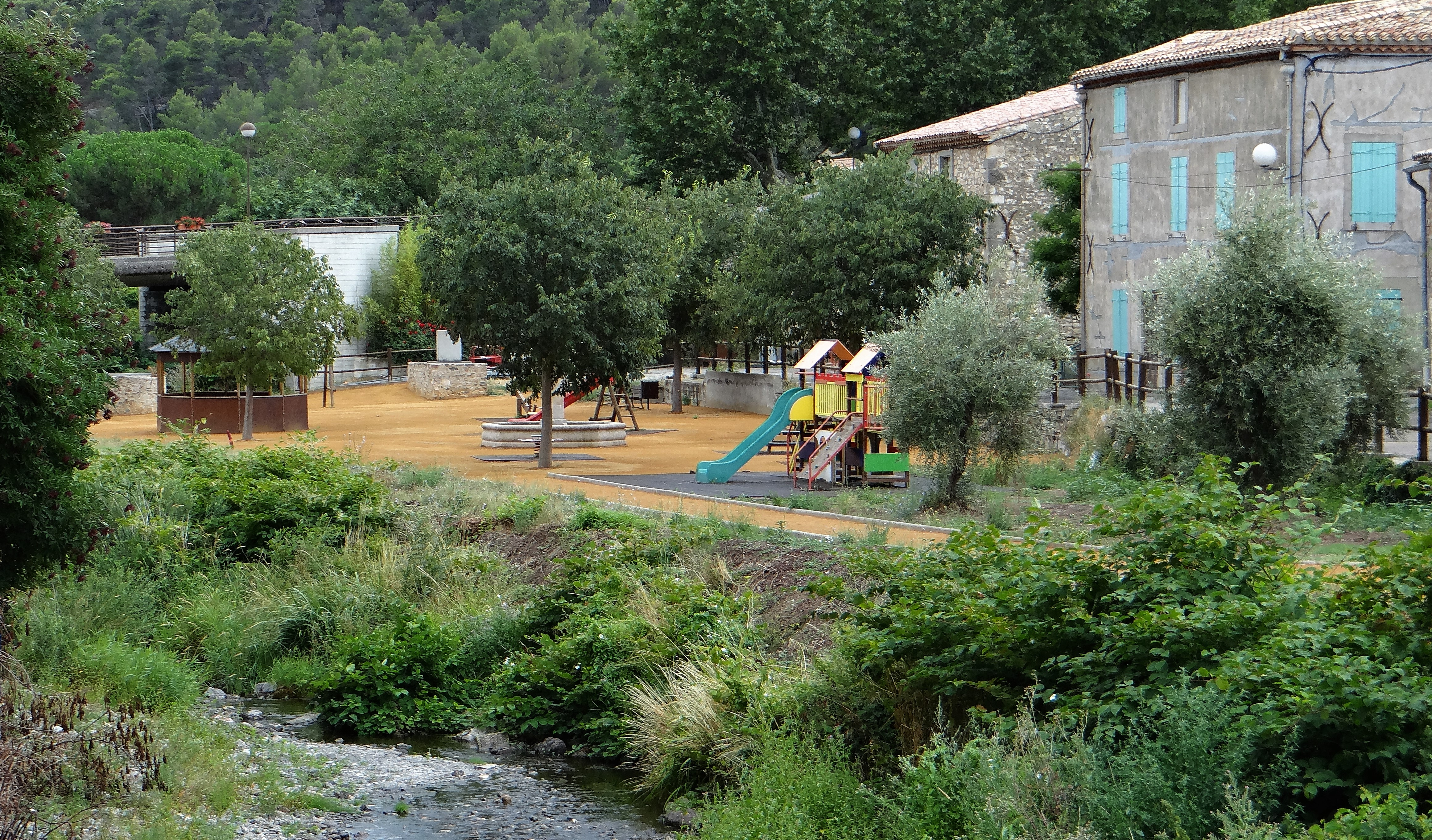
La Clamoux.
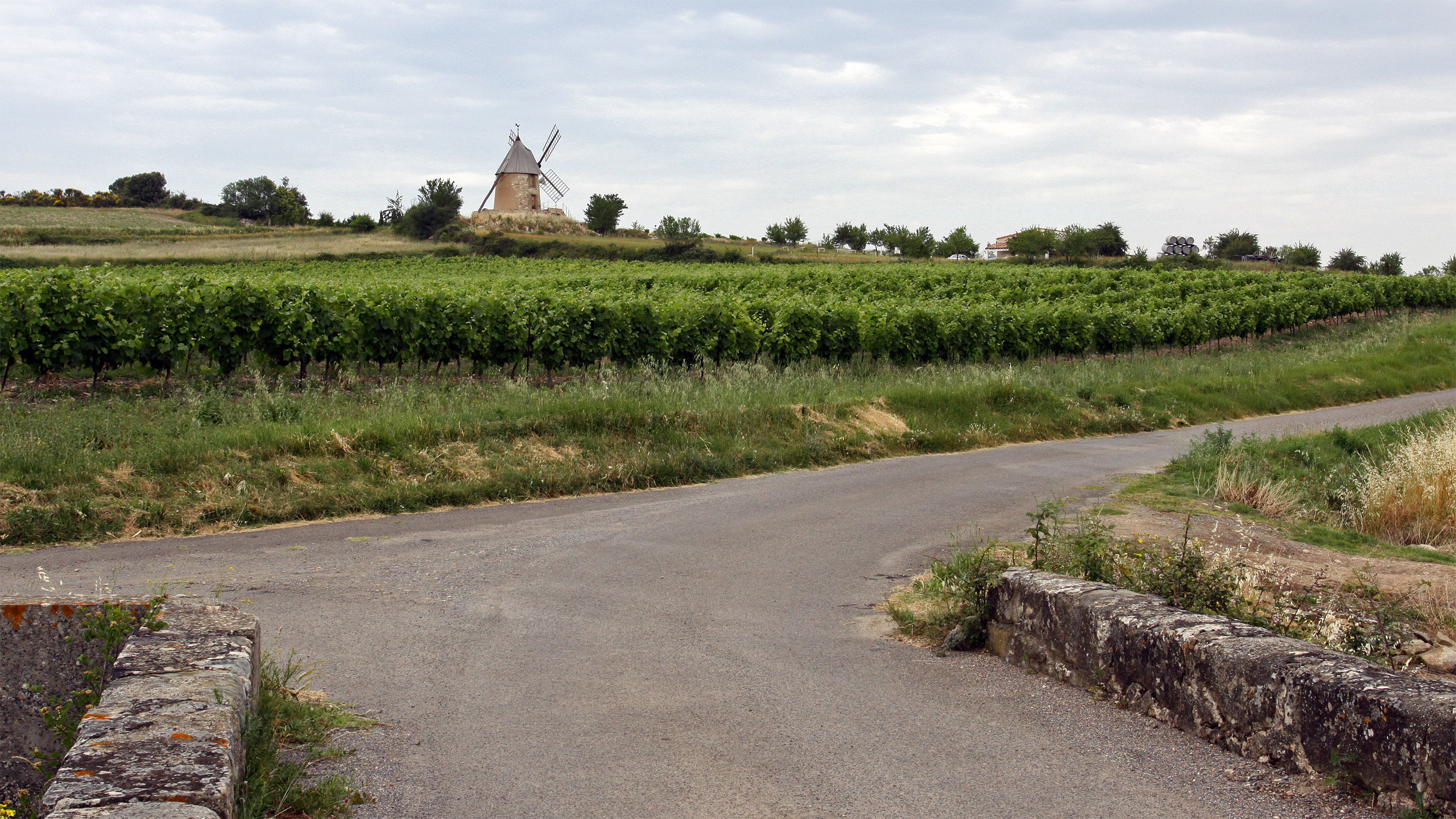
Le moulin à vent.

### Spectacles et fêtes
- Concert de Jean-Jacques Goldman le 26 mai 1995 à la salle polyvalente du village dans le cadre de la Tournée des Campagnes du trio Fredericks Goldman Jones  et accompagné des Chœurs de l'Armée rouge[42].

### Héraldique
| Blason de Villeneuve-Minervois | Blason  | De vair au chef fuselé d'or et d'azur.           |
| Blason de Villeneuve-Minervois | Détails | Le statut officiel du blason reste à déterminer. |